# Naturschutzgebiet Lehmichsbachtal
Das Naturschutzgebiet Lehmichsbachtal erstreckt sich südlich von Hufenstuhl und Meegen bis südwestlich von Rott in der Stadt Overath im Rheinisch-Bergischen Kreis.

## Beschreibung
Das Naturschutzgebiet umfasst das gesamte Lehmichsbachtal mit dem naturnahen Lehmichsbach, der bei Rott in die Agger fließt, einschließlich mehrerer Quellsiefen. Dazu gehören mehrere kurze Seitensiefen sowie die von Norden einmündenden Huferstuhl- und Schmalenhuferstuhlsiefen. Die Talhänge werden neben einzelnen Fichtenforsten großenteils von alten Buchenwäldern und Laubmischwäldern eingenommen, während in Bachauen Erlenauwald und ausgedehnte Nass- und Feuchtgrünlandflächen vorzufinden sind.

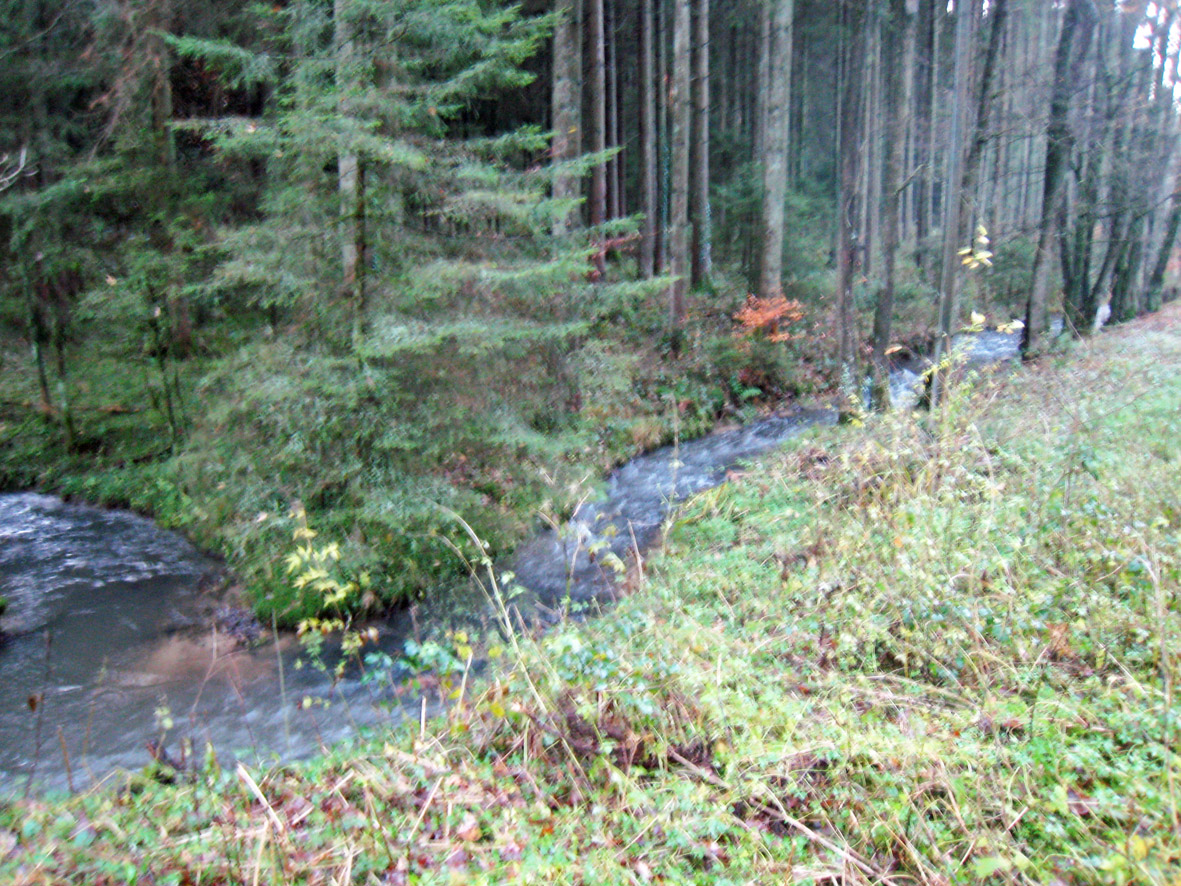
Der Lehmigsbach

## Schutzzwecke
Die Schutzausweisung ist zur Erhaltung und Entwicklung eines ausgedehnten, naturnahen Bachtalssystems mit Auwäldern sowie Nass- und Feuchtgrünland erfolgt. Im Einzelnen wurden folgende Schutzzwecke festgesetzt: 
- Erhaltung und Sicherung der geschützten Biotope. Diese bestehen aus Fließgewässern, Auwäldern, Quellbereiche, Nass- und Feuchtgrünland,
- Sicherung der Funktion als Biotopverbundfläche von herausragender Bedeutung,
- Erhaltung und Entwicklung eines naturnahen Baches und der begleitenden Auwälder,
- Erhaltung der besonderen Eigenart und Schönheit des naturnahen Bachtalsystems,
- Erhaltung und Entwicklung alter Buchenwälder und standortgerechter Erlenwälder in den Auen,
- Erhaltung und Entwicklung des extensiv genutzten, teils brachgefallenen, artenreichen  Nass- und Feuchtgrünlandes.[1]